# Chiesa di Sant'Anna (Trento, Sopramonte)
La chiesa di Sant'Anna è una chiesa sussidiaria a Sopramonte, frazione di Trento. Fa parte della parrocchia del Sacro Cuore di Gesù nella zona pastorale di Trento dell'omonima arcidiocesi e risale al XIII secolo.

## Storia

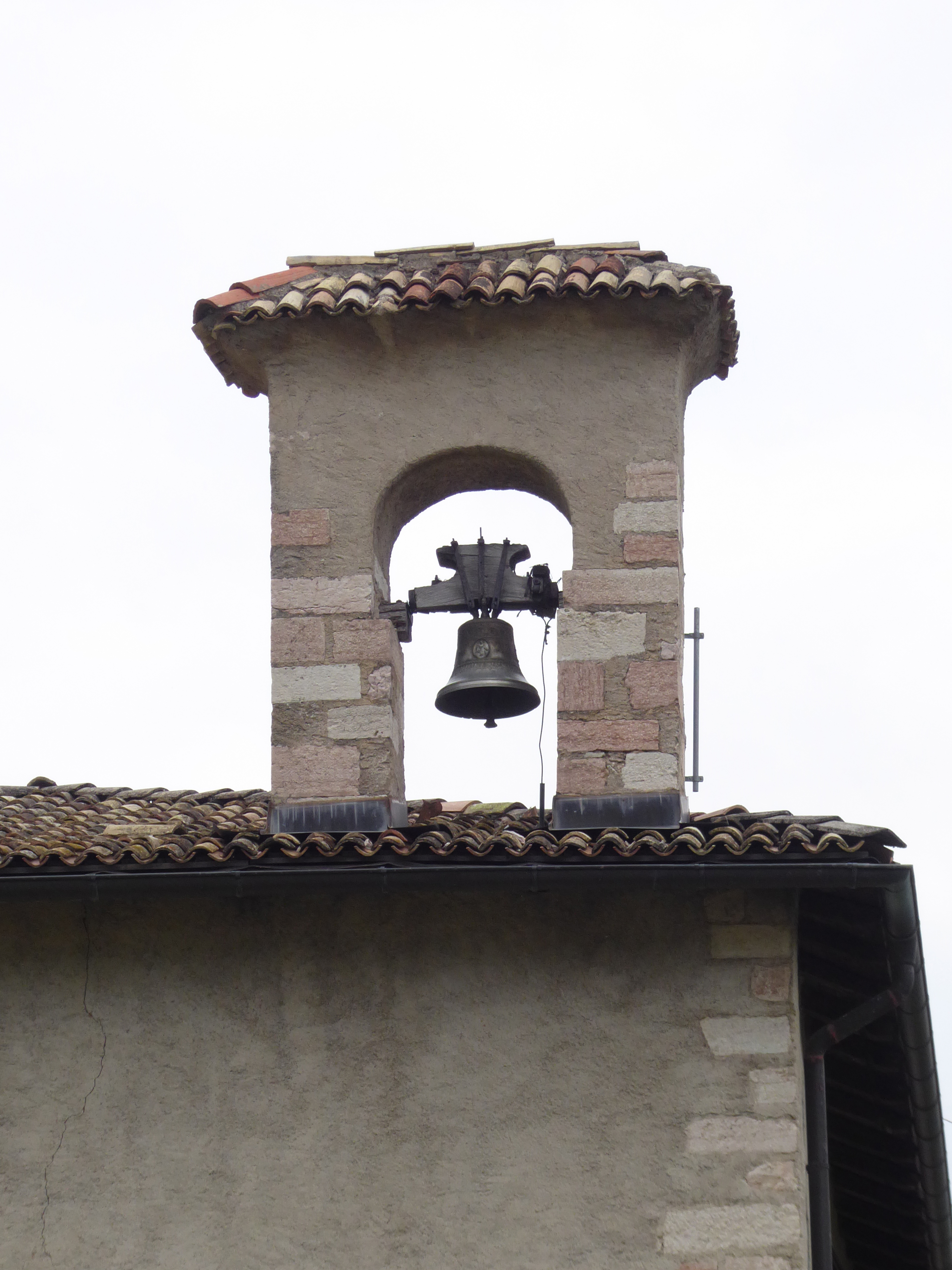
Campanile a vela costruito nel 1780

La prima citazione che si trova del luogo di culto risale al 1234 quando fu ricordata col vicino monastero dei frati dell'Ordine di Sant'Agostino. Il monastero venne soppresso poco più di due secoli più tardi da papa Niccolò V e venne incorporato in quello legato alla Chiesa di San Lorenzo a Trento per poi essere trasferito alle dipendenze del prevosto del Capitolo della cattedrale di San Vigilio. L'edificio fu oggetto di restauri entro la fine del XV secolo quindi, nel 1667 venne ampliato. Tra il 1767 e il 1780 vennero restaurate le coperture e fu innalzato il campanile a vela.

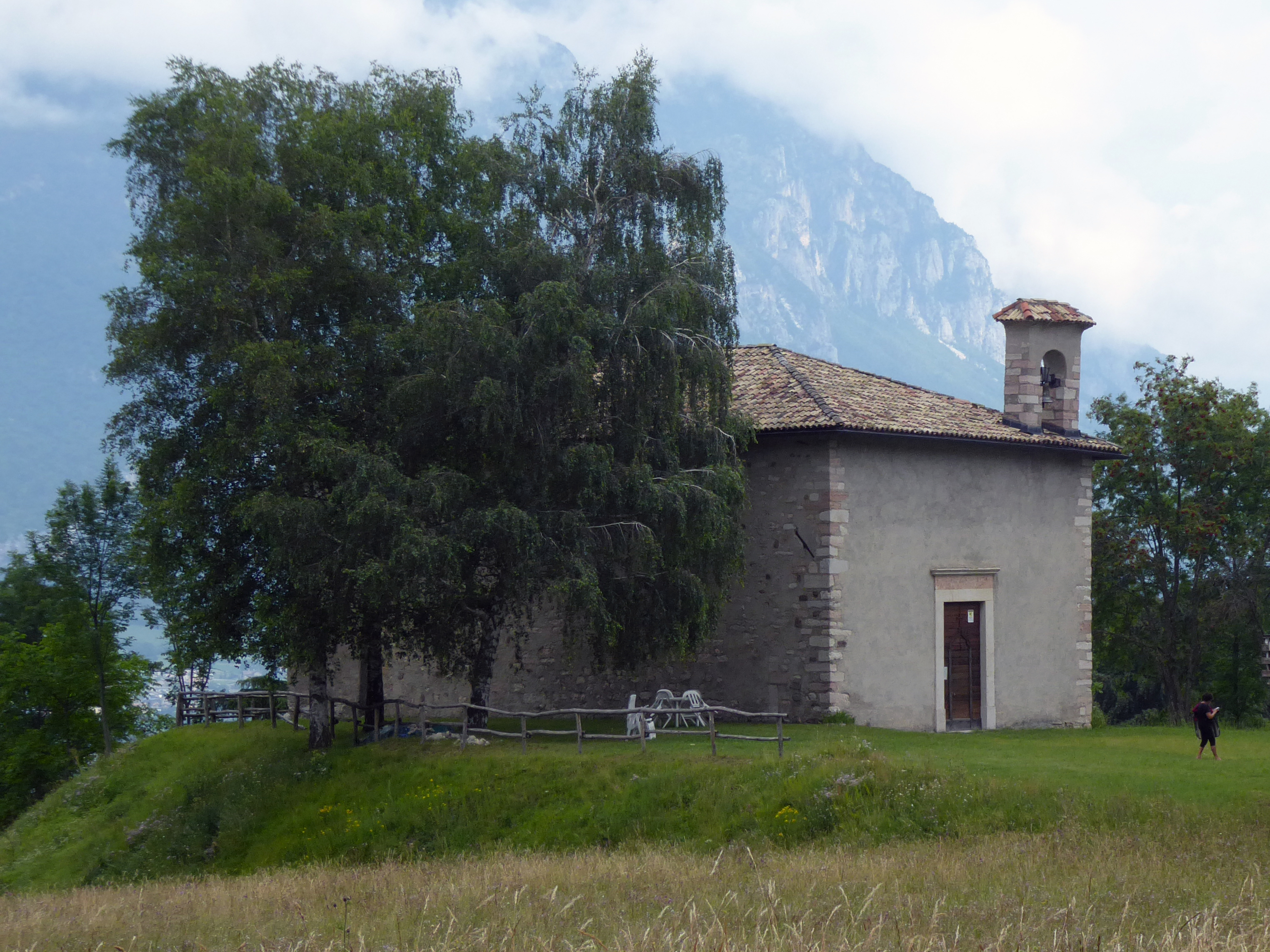
Facciata e fiancata laterale sinistra

Nel 1840 venne ceduta ai baroni Gaudenti-Roccabruna e in seguito alla famiglia Moar che, nel 1871, ne dispose il capovolgimento dell'orientamento con l'apertura del nuovo ingresso dove in precedenza stava la parte del presbiterio. Entro la fine del secolo fu nuovamente restaurata. 
La sua proprietà passò all'ente pubblico nel 1970 e nel 1978 fu oggetto di un nuovo lavoro di restauro conservativo.

## Descrizione

### Esterni
Il piccolo luogo di culto mostra orientamento verso ovest e si trova in posizione abbastanza isolata con pochi edifici vicini e a circa 4 chilometri da Sopramonte. Le costruzioni vicine in passato avevano ospitato un monastero e gli scavi archeologici hanno confermato tale situazione. Nella zona prativa sono stati individuati resti di tombe. La facciata è molto semplice, rettangolare e con portale architravato. Gli angolari sono rinforzati da pietre sagomate. Sulla copertura si trova il campanile a vela con una campana.

### Interni
La navata interna è unica e ripartita in due campate. Le coperture sono a botte.